# Еристика

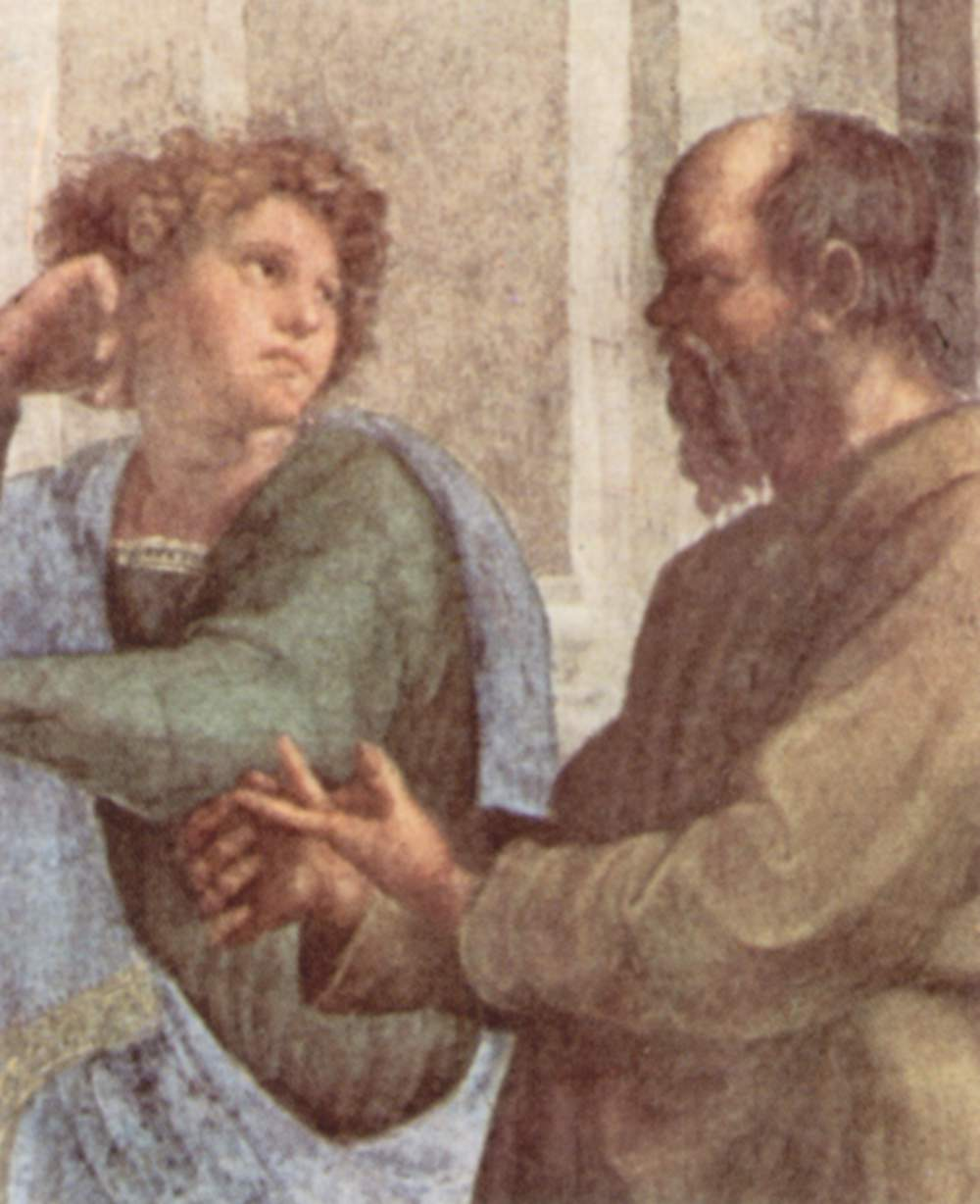
Докази Сократа, фрагмент фрески художника Рафаеля у Ватикані

Еристика (гр. eristikos — той, що сперечається, eris — суперечка, спір, боротьба) — мистецтво вести спір, діалог, дискусію, полеміку, диспут, дебати тощо; будувати переконливу аргументацію, ефективно критикувати погляди опонентів. Це риторика діалогічного мовлення, вчення успішної комунікації. Еристика є інтегральним мистецтвом, що виникає на стику знань та вмінь, які формуються логікою, психологією, етикою та риторикою.
Філософи пояснюють, що слід розрізняти спір та суперечку. Як писав Рене Декарт: «Ніщо так не затінює істину, як суперечка». Девід Юм говорив, що «у суперечці перемагають не бійці, а сурмачі». Академік С. Б. Кримський у великому інтерв'ю газеті «День», підсумувавши, докладно та популярно пояснив: «У суперечці ніколи не народжується істина».
Спір є однією з форм людської комунікації, в межах якої уточнюються позиції опонентів, розробляється оптимальне вирішення проблеми, народжується істина. Спір — це публічне обговорення питань, що цікавлять учасників обговорення; це зіткнення різноманітних поглядів у процесі доказу та спростування. Не завжди спір завершується безумовною перемогою однієї зі сторін, але це не зменшує цінності комунікативного акту. Мистецтво спору можна охарактеризувати двома основними ознаками: доказовістю та переконливістю. Доказовість — логічний вплив на опонента, спрямований на сприйняття ним тої чи іншої ідеї. Мішель де Монтень у своїй праці «Вміння розмовляти» або «Вміння вести спір» пише: « Той, хто заперечує мені, пробуджує в мене не гнів, а увагу. Мене вабить співбесідник, який суперечить мені й тим самим вчить мене. Загальною справою і його, і моєю має бути істина». Уміння переконувати під час спору багато в чому залежить від людини, яка переконує: чи вміє вона справити на слухачів приємне враження своїм зовнішнім виглядом, поведінкою, манерами… Для того, щоб переконати когось, треба знайти необхідні аргументи, правильно їх сформулювати й викласти. Якщо промовець сповнений натхнення, то він неодмінно викличе зацікавлення слухачів і передасть частину свого натхнення.
Дискусія (лат. discussio — розгляд, дослідження) — це один із способів обміну думками; різновид спору, в межах якого розглядається, досліджується, обговорюється певна проблема з метою досягти вагомого її вирішення. Як правило, учасниками дискусії є дві або більше осіб, що володіють необхідними знаннями про питання, яке обговорюється. Важливим компонентом дискусії є аргументи.
Полеміка (гр. polemos — війна, спір; polemikos — войовничий, ворожий) — дискусія (усна або письмова) на спірну тему; різновид спору, в межах якої основні зусилля сторін спрямовані на утвердження своєї позиції відносно предмету, що обговорюється. На відміну від дискусії, у полеміці присутнє змагання, боротьба, певний ступінь войовничості та ворожості, що обумовлюється метою, яку визначили учасники полеміки. Якщо для дискусії головним є пошук істини шляхом вдалої постановки та зіставлення аргументів і контраргументів, то для полеміки головним є досягнення перемоги шляхом зіткнення різних поглядів, утвердження власного погляду, хоч і на шкоду істині. У дискусії протилежні сторони називаються опонентами, у полеміці — супротивниками, суперниками, конкурентами. У дискусії опоненти шукають істину, компроміс, консенсус, угоду, злагоду; у полеміці — утвердження власного погляду, перемоги своєї позиції. Дискусія ведеться за певними правилами і за згодою її учасників. Тема дискусії формулюється заздалегідь або на початку дискусії. Учасники її почергово висловлюють свої положення, думки, спростування, в результаті чого дискусія набуває логічного, зв'язного характеру. Мовні засоби дискутування мають бути прийнятними для всіх учасників дискусії, толерантними. Використання непередбачуваних засобів засуджують, і це може призвести до закінчення дискусії без висновків. Натомість в полеміці не дотримуються таких правил. У ній перемагає ініціатива суперників, ситуативність спілкування, непередбачувані і раптово знайдені «під руку» засоби не завжди переконливої, але наполегливої і напористої аргументації.
Диспут (лат. disputo — розмірковую, веду спір, тлумачу, приводжу докази за та проти досліджую) — це заздалегідь підготовлена і проведена у певний час на обрану тему (наукову, політичну, літературну тощо) публічний спір між попередньо визначеними опонентами. Тему обирають таку, яка містить у собі складну проблему, різні тлумачення або різновекторні шляхи її розв'язання. Саме тому не менше двох промовців повинні опонувати один одному, щоб усебічно висвітлити проблему і знайти шляхи її вирішення.
Дебати (фр. debates, від debattre — обговорювати, дебатувати) — представлення своїх ідей, поглядів, концепцій, програм, свого бачення розв'язання важливих державних, громадських проблем на противагу іншій стороні (учаснику) дебатів.